# Bhīkhi
Bhīkhi är en ort i Indien.   Den ligger i distriktet Mansa och delstaten Punjab, i den norra delen av landet, 230 km nordväst om huvudstaden New Delhi. Bhīkhi ligger 227 meter över havet och antalet invånare är 15 961.
Terrängen runt Bhīkhi är mycket platt. Runt Bhīkhi är det tätbefolkat, med 257 invånare per kvadratkilometer. Närmaste större samhälle är Mānsa, 15,0 km sydväst om Bhīkhi. Trakten runt Bhīkhi består till största delen av jordbruksmark.